# Creedite
La creedite est une espèce minérale formée de sulfate de calcium et d'aluminium, d'ions hydroxyde et fluorure de formule : Ca3Al2SO4(F,OH)10.2H2O. Certains cristaux pouvant atteindre 8 cm.

## Inventeur et étymologie
La creedite a été décrite par les minéralogistes américains Larsen et Wells en 1916. Le mot fait référence au gisement topotype.

## Topotype
- Wagon Wheal Gap, Quadrangle Creed, comté de Mineral, dans le Colorado.
- Les échantillons types sont déposés : université Harvard, Cambridge, Massachusetts, no 81273 et au National Museum of Natural History, Washington, États-Unis, no 93117, et N°C1034.

## Synonymie
- belyankite (MD Dorfman, 1950)[4]

## Cristallographie
- Paramètres de la maille conventionnelle : {\displaystyle a} = 12,91 Å, {\displaystyle b} = 8,58 Å, {\displaystyle c} = 10 Å ; Z = 4 ; V = 457,57 Å3
- Densité calculée = 2,95 g cm−3

## Gîtologie
Minéral rare des filons hydro-thermo riches en fluor.

### Minéraux associés
- barite, fluorine, kaolinite.

## Gisements remarquables
- États-Unis

Hall's mine, District de San Antone, comté de Nye, Nevada
Wagon Wheal Gap, Quadrangle Creed, comté de Mineral, Colorado Topotype
- France

Mine du Silberloch (Filon du Silberloch), Orschwiller, Ribeauvillé, Haut-Rhin, Alsace
- Grèce

Mines de Kamariza, Agios Konstantinos, Laurion, Attique
- Mexique

Mina Navidad, Abasolo, Rodeo, Mun. de Rodeo, Durango
Mina Potosí (El Potosí Mine), Francisco Portillo, West Camp, Santa Eulalia District, Mun. de Aquiles Serdán, Chihuahua